# Kiss Kiss Kill Kill
Kiss Kiss Kill Kill – album duńskiej grupy muzycznej Horrorpops. Wydawnictwo ukazało się w 2008 roku nakładem Hellcat Records.
Płyta została zarejestrowana w Sound City Studios and HELL! w Kalifornii w składzie: Niedermeier (perkusja), Kim Nekroman (gitara) oraz Patricia Day (śpiew, kontrabas).

## Lista utworów
Opracowano na podstawie materiału źródłowego.
1. "Thelma And Louise" - 3:17
2. "MissFit" - 2:58
3. "Boot2Boot" - 3:13
4. "Heading For The Disco?" - 2:46
5. "Kiss Kiss Kill Kill" - 3:55
6. "Everything's Everything" - 4:08
7. "Hitchcock Starlet" - 3:24
8. "Highway 55" - 3:38
9. "HorrorBeach Pt. II [Instrumental]" - 3:08
10. "Copenhagen Refugee" - 3:29
11. "Keep My Picture!" - 3:36
12. "Private Hall Of Shame" - 2:55